# Krokstorpesjön
Krokstorpesjön är en sjö i Oskarshamns kommun i Småland och ingår i Marströmmens huvudavrinningsområde. Sjön är 5 meter djup, har en yta på 0,115 kvadratkilometer och är belägen 35,7 meter över havet.

## Delavrinningsområde
Krokstorpesjön ingår i det delavrinningsområde (636962-153852) som SMHI kallar för Mynnar i Marströmmen. Medelhöjden är 42 meter över havet och ytan är 45,88 kvadratkilometer. Det finns ett avrinningsområde uppströms, och räknas det in blir den ackumulerade arean 62,4 kvadratkilometer. Plåttorpebäcken som avvattnar avrinningsområdet har biflödesordning 2, vilket innebär att vattnet flödar genom totalt 2 vattendrag innan det når havet efter 15 kilometer. Avrinningsområdet består mestadels av skog (83 procent). Avrinningsområdet har 0,39 kvadratkilometer vattenytor vilket ger det en sjöprocent på 0,8 procent.